# Чайкенд (Гёйгёльский район)
Чайке́нд (азерб. Çaykənd) — село в Гёйгёльском районе Азербайджана.

## Название
Название села на азербайджанском имеет значение: первый корень азерб. çay имеет смысл «река», а второй корень, весьма продуктивный в топонимике азерб. kənd — («село»).

## География
Село расположено  в 25 км к югу от райцентра — города Гёйгёль, на берегу реки Кюрекчай, в предгорной местности.

## История
В XIV веке на территорию нынешнего с. Чайкенд прибыли выходцы из Иджевана и Дилижана. Так и сформировалось население Чайкенда. В 1828 году село вошло в состав России. В 1860 году здесь появилась первая школа.
В центре села находилась церковь Сурб Аствацацин, церковь, датированная 1749 годом; часовня, в которой хранилось рукописное Евангелие 1211 года. К югу от села располагался Ехнасарский монастырь. В центре села располагался трехэтажный дом Мелика-Мнацаканяна. Также на его средства были построены школа и библиотека, получило развитие кожевническое дело.
Близ села находился рудник Чираги-дзор принадлежащий Тер-Гевондяну, в котором добывали серный колчедан. Ему же принадлежал медный рудник Илал Каяси Н, расположенный на 4-м участке станции Шамхор

### Советский период
В мае — начале июня 1991 года в НКАО и прилегающих районах Азербайджанской ССР силами подразделений МВД Азербайджанской ССР при участии подразделений внутренних войск МВД СССР и Советской Армии были депортированы жители 19 армянских сел — всего более 5000 человек.
Зимой 1989—1990 года жители трёх армянских сёл, располагавшихся вокруг села Чайкенд, из-за непрекращающихся вооруженных нападений на них, давления районных органов власти и командиров подразделений внутренних войск были вынуждены покинуть места своего проживания. Выезд проходил мирно и дома у сельчан были выкуплены исполкомом районного Совета. В опустевшие села были в значительной степени заселены беженцы-азербайджанцы, которые были изгнаны из Армении в 1988 году. Несмотря на неоднократные предложения со стороны районных властей, жители Чайкенда и Мартунашена (ныне Гарабулаг) отказались покидать свои дома. После этого жители двух сёл оказались фактически в блокаде. Коммуникации с внешним миром были отрезаны, продовольственное и медицинское снабжение осуществлялось вертолётом из Армении. Регулярно происходили столкновения с соседними азербайджанскими сёлами с применением стрелкового оружия, миномётов (со стороны армянских жителей села) и градобойных орудий (со стороны азербайджанцев).
В 1991 году событиями в Чайкенде началась этническая чистка — операция «Кольцо». 19 апреля из Чайкенда был выведен пост внутренних войск МВД СССР, после чего здесь и в Мартунашене (ныне Гарабулаг) участились случаи нападения со стороны азербайджанских сёл, прекратилась подача электроэнергии, пропала телефонная связь, были запрещены полёты вертолётов. 29 апреля — 4 мая 1991 г. подразделения азербайджанского ОМОНа в рамках совместной операции с частями Советской Армии и внутренних войск провели проверку паспортного режима и изъятие вооружения в населённых армянами сёлах Чайкенд и Мартунашен (ныне Гарабулаг) Ханларского района Азербайджанской ССР, по результатам которой более 300 человек были задержаны и высланы с территории Азербайджанской ССР. В результате этих событий трёхтысячное армянское население села было насильно выселено в Армению. Большая часть жителей села были вывезены на военных вертолетах в город Степанакерт (ныне Ханкенди), а через несколько дней оттуда — в город Иджеван; несколько сот мужчин были вывезены на автобусах сразу в Иджеван..
Чайкенд находится на территории, на которую во время своего существования претендовала непризнанная Нагорно-Карабахская Республика (НКР), согласно административно-территориальному делению которой, село называлось Геташе́н (арм. Գետաշէն) — это название села на армянском языке имело одно и то же значение что и Чайкенд на азербайджанском: первые корни азерб. çay и арм. գետ имеют смысл «река», а вторые корни, весьма продуктивные в топонимике "кянд" (азерб. kənd) и "шен" (арм. շեն) имеют смысл «село».

### Куз кар
На краю деревни расположен камень напоминающий горбатого человека. Согласно преданию армян, один злой вишап отломил утес от горы Капас, взвалил на себя и потащил в сторону Чайкенда. Бог увидел это и разозлился, превратив вишапа в камень. С тех пор этот камень называют "Кузкар" (Камень-горбун), а жители деревни на краю которой он стоит пугали им непослушных детей

## Известные уроженцы
- Караханян, Исаак Погосович. Полный Кавалер Ордена Славы.